# John Bruton

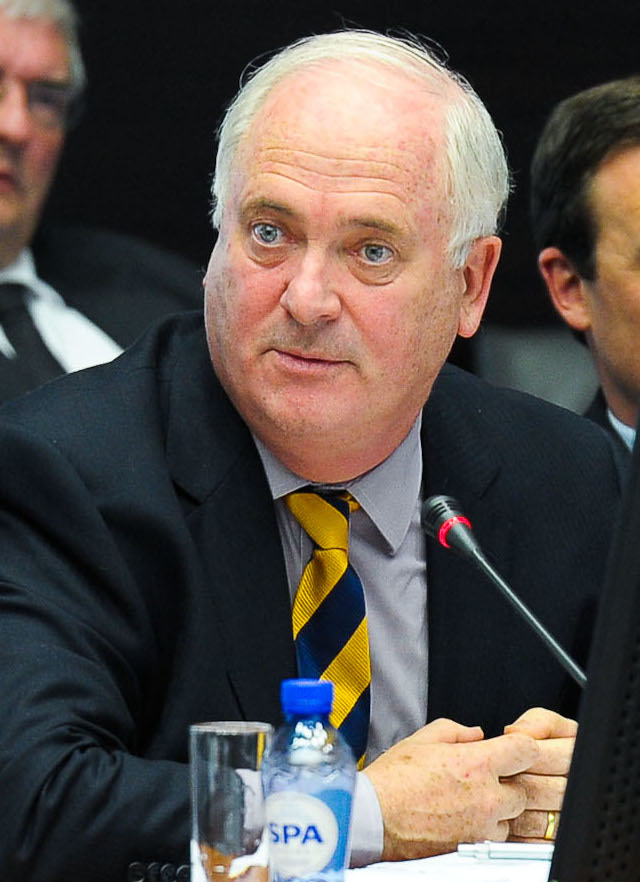
John Bruton (2011)

John Gerard Bruton (irisch: Seán de Briotún; * 18. Mai 1947 in Dunboyne, County Meath; † 6. Februar 2024 in Dublin) war ein irischer Politiker (Fine Gael) und Ministerpräsident (Taoiseach) der Republik Irland.

## Leben
Bruton stammte aus einer wohlhabenden Landwirtsfamilie, besuchte das Jesuiten-Internat Clongowes Wood College und absolvierte ab 1965 ein Studium der Ökonomie und Politik am University College Dublin, das er 1968 mit einem Bachelor of Arts abschloss. Anschließend studierte er Recht und absolvierte 1972 am King’s Inns die Anwaltsprüfung, ohne allerdings je zu praktizieren. Bereits 1969 war er für die Partei Fine Gael als bis dato jüngster Abgeordneter in das irische Parlament gewählt worden, dem er bis 2004 ununterbrochen angehörte.
Als die Fine Gael nach den Parlamentswahlen von 1981 mit der Labour Party koalierte, übernahm Bruton das Amt des Finanzministers. Im Januar 1982 scheiterte Brutons Haushaltsentwurf überraschend im Parlament und mit ihm die Regierungskoalition. Er hatte unter anderem 18 % Mehrwertsteuer auf Kinderschuhe einführen wollen.  Nach einer kurzzeitigen Minderheitsregierung der Partei Fianna Fáil wurde Bruton in einer Neuauflage der Koalition mit der Labour Party im November 1982 Minister für Industrie und Energie bzw. nach einer Regierungsumstrukturierung 1983 Minister für Industrie, Handel, Wirtschaft und Tourismus. Im Zuge einer Regierungsumbildung wurde er 1986 erneut zum Finanzminister berufen. Seine Haushaltspläne führten wiederum zum Bruch der Koalition und Neuwahlen.
Bruton kandidierte 1987 zunächst vergeblich für den Parteivorsitz der Fine Gael, wurde aber nach einer Wahlniederlage der Partei 1990 zum Nachfolger von Alan Dukes als Parteivorsitzender gewählt.
Im Jahr 1994 gelang es Bruton, eine sogenannte Regenbogenkoalition aus Fine Gael, Labour und der Democratic Left zu bilden, nachdem er die Labour Party überzeugt hatte, die von Albert Reynolds geführte Regierungskoalition zu verlassen. Brutons Regierungszeit wurde vom Friedensprozess im Nordirlandkonflikt bestimmt. Gemeinsam mit dem britischen Premierminister John Major erarbeitete er 1995 das anglo-irische „Framework Document“. Bruton war für seine Kritik an der Gewalt der IRA bekannt, verehrte John Redmond, einen Vertreter des konstitutionellen irischen Nationalismus, und lehnte den Osteraufstand und die Tradition der irischen „Blutopfer“ ab. Er profilierte sich aber auch als Kritiker der Entscheidung der Royal Ulster Constabulary, am Orangemen’s Day 1996 den Marsch des Oranier-Ordens durch die katholisch bewohnte Garvaghy Road in Portadown zu erlauben.
Bruton leitete ein Referendum über das Verbot der Ehescheidung in der irischen Verfassung ein. Die irische Wirtschaft verzeichnete während seiner Amtszeit ein starkes Wachstum. 1996 war er EU-Ratspräsident. Seine Partei schnitt zwar bei den Parlamentswahlen von 1997 gut ab, aber das schlechte Ergebnis der Labour Party führte zu einem Regierungswechsel und seiner Ablösung durch Bertie Ahern. Bis 2001 blieb er Oppositionsführer und gab dann den Parteivorsitz an Michael Noonan ab. Abgeordneter im irischen Parlament blieb Bruton noch bis 2004 und wechselte dann als Diplomat zur EU. Von 2004 bis 2009 war Bruton Leiter der Delegation der Europäischen Kommission in den Vereinigten Staaten.
Bruton verstarb am 6. Februar 2024 in Dublin im Alter von 76 Jahren.